# Ivan Ukhov
Ivan Sergeyevich Ukhov (em russo:  Ива́н Сергее́вич У́хов; Cheliabinsk, 29 de março de 1986) é um atleta russo, especializado no salto em altura.
Foi campeão mundial indoor do salto em altura em 2010, em Doha, no Qatar, depois de uma medalha de prata no campeonato europeu em Barcelona no mesmo ano. Ukhov tem também dois títulos europeus indoor em Turim 2009 e em Paris 2011. Seu maior momento no atletismo veio em Londres 2012, quando conquistou a medalha de ouro e tornou-se campeão olímpico com um salto de 2,38 m. Na ocasião, como uma das coisas que sempre acontecem ao redor de Ukhov, sua camiseta de competição desapareceu no intervalo entre a série de saltos - ele retira a camiseta  de competição e põe outra camisa sempre que consegue passar uma marca e enquanto espera pela outra - e teve que pedir emprestada a camiseta usada por outro saltador russo, na qual prendeu a tarjeta com seu número e com a qual fez o salto campeão. No entanto acabou desclassificado pelo Tribunal Arbitral do Esporte em 1 de fevereiro de 2019 como punição a casos retroativos de doping, tendo todos seus resultados obtidos entre julho de 2012 e dezembro de 2015 anulados.
Conhecido por ter um temperamento excêntrico, um dos momentos mais conhecidos de sua carreira esportiva foi quando competiu bêbado num evento em Lausanne, na Suiça, em 2008, errando o salto e caindo de cara no colchão de queda, o que lhe valeu uma advertência da IAAF e a ameaça de suspensão do esporte por seu comportamento.
Sua melhor marca pessoal é de 2,40 m em pista coberta, conseguido em 2009 e 2,39 m em eventos abertos, em 2012.
Em 2013, disputando em casa o Campeonato Mundial de Atletismo, realizado em Moscou, ficou apenas com a quarta colocação, com um salto de 2,35m.